# Parakannyasag
Parakannyasag is een bestuurslaag in het regentschap Kota Tasikmalaya van de provincie West-Java, Indonesië. Parakannyasag telt 8573 inwoners (volkstelling 2010).